# Georgij Gongadze
Georgij Ruslanovyč Gongadze (in ucraino Георгій Русланович Ґонґадзе?, Heorhij Ruslanovyč Gongadze; in georgiano გიორგი ღონღაძე?; 21 maggio 1969 – 17 settembre 2000) è stato un giornalista ucraino di origine georgiana, rapito e assassinato nel 2000.
Le circostanze della sua morte divennero uno scandalo nazionale insieme alle proteste contro il governo del presidente Leonid Kučma. Durante lo "scandalo delle cassette" sono state rinvenute delle audio-cassette incriminanti Kuchma, Volodymyr Lytvyn e altri funzionari dell'amministrazione che avrebbero discusso sulla necessità di far tacere Gongadze per i suoi articoli online sulla corruzione imperante.
L'ex ministro degli Interni Jurij Kravčenko fu trovato ucciso con due colpi di pistola alla testa il 4 marzo 2005, poche ore prima di iniziare a deporre testimonianza nel caso Gongadze. Kravčenko era stato il diretto superiore dei quattro poliziotti accusati per l'omicidio Gongadze poco dopo la sua morte. La dichiarazione ufficiale sulla morte di Kravčenko, che parlava di suicidio, venne messa in discussione dalla stampa.
Tre ex funzionari dell'ufficio di vigilanza estera e dell'unità di intelligence criminale del ministero ucraino dell'Interno (Valerij Kostenko, Mykola Protasov e Oleksandr Popovyč), accusati del suo omicidio, sono stati arrestati nel marzo 2005 e un quarto (Oleksij Pukač, l'ex capo del gruppo) nel luglio 2009. Un tribunale ucraino ha condannato Protasov a una pena di 13 anni e Kostenko e Popovyč a 12 anni nel marzo 2008 per l'omicidio. La famiglia di Gongadze ritiene che il processo non sia riuscito a identificare e punire i mandanti dell'omicidio. 
Nessuno è stato ancora accusato di avere ordinato l'omicidio di Gongadze.
La sua vedova, Myroslava Gongadze e i loro due figli, hanno ricevuto asilo politico negli Stati Uniti nel 2001.
Gongadze è stato insignito del titolo di Eroe dell'Ucraina dal Presidente Viktor Juščenko il 23 agosto 2005. Per il suo collega di Ukrayinska Pravda, Serhij Leščenko, "Gongadze aveva cercato di essere un normale reporter, non voleva essere un eroe. Ma in Ucraina fare il giornalista è un mestiere riservato ai coraggiosi."

## Biografia

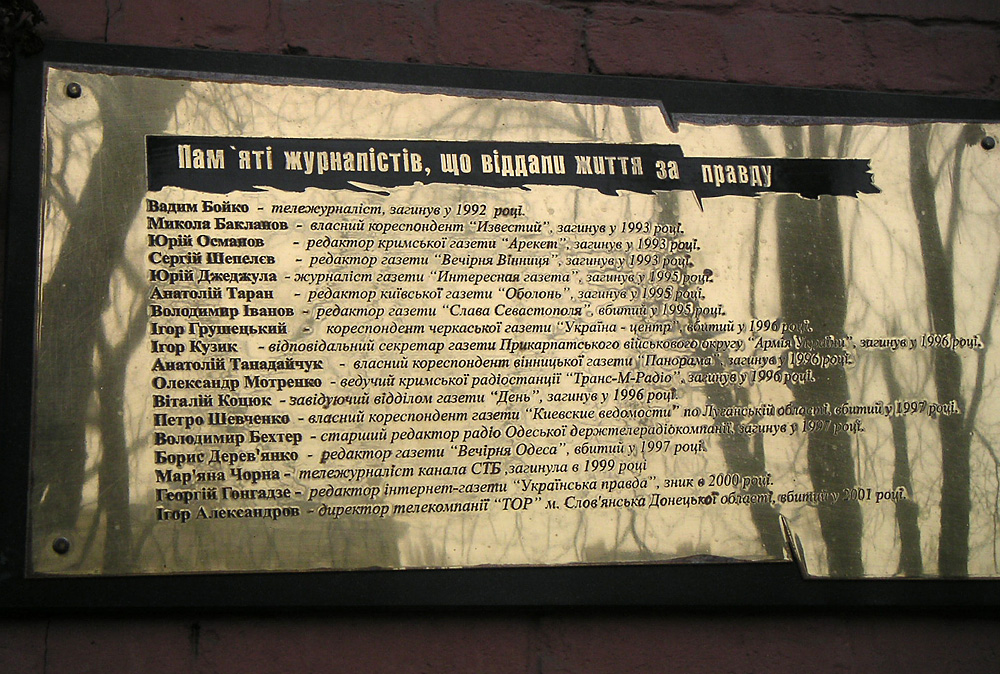
Placca memoriale a Kiev per i giornalisti morti facendo il proprio lavoro

Nato a Tbilisi, capitale della Georgia sovietica, Gongadze era figlio di un politico georgiano e di una infermiera ucraina, Les'ja, nata e vissuta a Leopoli fino al 2013.
Dopo aver studiato presso l'Università Nazionale Ivan Franko di Leopoli, Gongadze divenne un giornalista di successo, prima in Georgia (da dove ha riferito del conflitto in Abcasia nel 1991-1992) e poi in Ucraina. Ha lavorato per la radio Kontynent di Kiev, da cui trasmetteva il programma Primo turno con Heorhij Gongadze. La sua linea fortemente indipendente ha presto attirato l'ostilità da parte del governo sempre più autoritario di Leonid Kučma; durante le Elezioni presidenziali in Ucraina del 1999, i suoi commenti produssero una telefonata dal quartier generale di Kučma, che lo informava di essere stato "inserito nella lista nera da affrontare dopo le elezioni." In visita a New York nel gennaio 2000 con altri giornalisti ucraini, Gongadze aveva avvertito dello "strangolamento della libertà di parola e di informazione nel nostro stato".
Nell'aprile 2000, Gongadze è uno dei co-fondatori del giornale online Ukraïns'ka Pravda, come mezzo per eludere la crescente influenza del governo sui principali media. A seguito dell'imbavagliamento di un noto giornale filo-opposizione dopo le elezioni, Gongadze aveva affermato: "Oggi non c'è praticamente alcuna informazione oggettiva disponibile sull'Ucraina". Il sito Ukraïns'ka Pravda si specializza in notizie e commenti politici, concentrandosi in particolare sul presidente Kučma, i ricchi "oligarchi" del paese, e i media allineati.
Nel giugno 2000 Gongadze scrive una lettera aperta al procuratore capo dell'Ucraina sulle molestie che riceve da parte della polizia segreta ucraina (SBU), contro se stesso e i suoi colleghi della Ukraïns'ka Pravda, apparentemente legate ad un'indagine su un caso di omicidio a Odessa. Gongadze lamentava di essere stato costretto a nascondersi a causa delle vessazioni da parte della polizia segreta. La SBU avrebbe seguito lui e la sua famiglia, molestato il suo staff, e diffuso la voce che fosse ricercato per omicidio.

## La scomparsa e l'omicidio

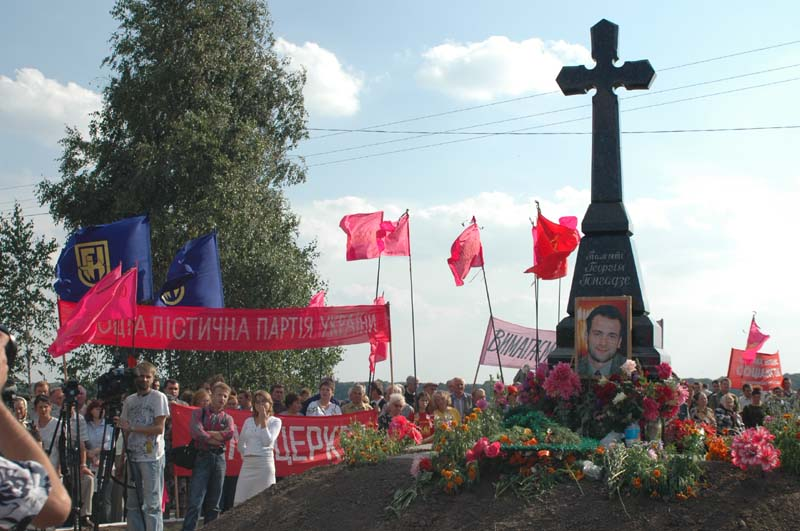
Manifestazione a Tarascha, il luogo del ritrovamento del corpo di Gongadze

Gongadze scomparve il 16 settembre 2000. Dall'inizio si temette il peggio. La vicenda attirò immediatamente l'attenzione del pubblico e dei media. Ottanta giornalisti firmarono una lettera aperta al presidente Kučma sollecitando un'indagine e lamentando che "durante gli anni di indipendenza dell'Ucraina, non un solo reato di alto profilo contro i giornalisti è stato pienamente risolto". Kučma rispose ordinando un'inchiesta immediata, ricevuta tuttavia con un certo scetticismo. Il politico d'opposizione Hryhorij Omel'čenko riferì che la scomparsa aveva coinciso con la ricezione da parte di Gongadze di documenti sulla corruzione all'interno dell'entourage del presidente. Il Parlamento ucraino istituì un'inchiesta parallela gestita da una commissione speciale, che tuttavia non portò ad alcun risultato.
Il corpo di Gongadze venne trovato due mesi più tardi in un bosco a 70 km da Kiev, decapitato e irrorato di diossina per renderne più difficile l'identificazione. Il corpo venne confiscato dalla polizia ucraina e riemerse in un obitorio a Kiev. Le autorità lo riconobbero ufficialmente come il corpo di Gongadze solo nel febbraio successivo, riconfermato nel marzo 2003. Tuttavia, i funerali non si tennero mai, poiché la madre rifiutò di procedere alla sepoltura del corpo prima che non ne fosse rinvenuta anche la testa.
Nel novembre 2005, a seguito di un esposto della vedova di Gongadze, la Corte europea dei diritti dell'uomo condannò l'Ucraina per violazione del diritto alla vita, del diritto ad un ricorso effettivo e del divieto di trattamenti inumani e degradanti. (Gongadze c. Ucraina)

## Scandalo delle "cassette", indagini e depistaggi
Il 28 novembre 2000, il politico d'opposizione Oleksandr Moroz pubblicò registrazioni segrete tra Kučma, il capo dello staff presidenziale Volodymyr Lytvyn e il Ministro degli Interni Jurij Kravčenko, fornite da un anonimo ufficiale dei servizi segreti (in seguito identificato nel maggiore Mykola Mel'nyčenko, guardia del corpo di Kučma), che secondo Moroz coinvolgevano il presidente Kučma nell'omicidio di Gongadze. Nelle conversazioni i tre esprimono fastidio per gli scritti di Gongadze, e discutono di modi per farlo tacere, come deportarlo o farlo rapire e portare in Cecenia. Non ne viene tuttavia menzionato il possibile omicidio, e la qualità dei nastri resta scarsa.
La vicenda, conosciuta come "scandalo delle cassette" (tapegate), prese comunque grosse dimensioni. Kučma prima negò le accuse di Moroz, minacciandolo di diffamazione, poi riconobbe che si trattava della sua voce ma sostenne che i nastri fossero stati manomessi per distorcere il significato delle sue parole.
Secondo le dichiarazioni parlamentari di Moroz, "una scomparsa professionalmente organizzata, un'indagine lenta e nel disprezzo per gli elementi più essenziali, e commenti incoerenti da parte di funzionari di polizia suggeriscono che il caso sia fabbricato."
La vicenda divenne una crisi internazionale per il governo ucraino nel corso del 2001, con l'insoddisfazione dell'Unione europea per l'inchiesta ufficiale, le voci di sospensione dell'Ucraina dal Consiglio d'Europa, e la censura dell'OSCE, che ha descritto la morte di Gongadze come un caso di "censura via omicidio" e ha definito l'inchiesta come "estremamente non professionale". 
Le manifestazioni di massa scoppiate a Kiev nel febbraio 2001 (Ucraina senza Kuchma) chiesero le dimissioni di Kuchma e il licenziamento di altri funzionari. Kučma fece licenziare il capo della SBU, Leonid Derkač, e il capo della guardia del corpo presidenziale, Volodymyr Šepel, ma rifiutò di dimettersi. Il governo invitò l'FBI statunitense a indagare, anche se non sembra che questa offerta sia stata mai accettata. Le proteste sono state poi interrotte con la forza dalla polizia.
Nel maggio 2001, il ministro degli interni Jurij Smirnov annunciò che l'omicidio era stato risolto, attribuendolo ad un atto casuale di violenza commesso da due "teppisti" legati a un gangster chiamato "Ciclope" - entrambi apparentemente già morti. La dichiarazione venne respinta dall'opposizione e dallo stesso procuratore generale del governo.
Nuove proteste di piazza scoppiarono a Kiev e in altre città ucraine nel settembre 2002 in occasione del secondo anniversario della morte di Gongadze. I manifestanti di nuovo chiesero le dimissioni di Kučma, ma le proteste vennero ancora una volta represse dalla polizia.
Il procuratore del distretto di Tarašča, dove era stato trovato il corpo di Gongadze, venne condannato nel maggio  2003 per abuso d'ufficio e falsificazione di prove. Serhij Obozov fu riconosciuto colpevole di falsificazione di documenti e negligenze nelle indagini e condannato a due anni e mezzo di prigione. Tuttavia venne subito rilasciato per amnistia.
Nel giugno 2004, il governo ha sostenuto che un gangster condannato, e identificato solo come "K", avesse confessato l'omicidio di Gongadze, anche se non ci sono conferme indipendenti. L'indagine in corso ha ricevuto una battuta d'arresto quando un testimone chiave è morto per le lesioni spinali apparentemente subite mentre era in custodia della polizia.
La morte di Gongadze divenne una questione centrale nelle elezioni presidenziali in Ucraina del 2004, in cui il candidato dell'opposizione Viktor Juščenko si impegnò a risolvere il caso se fosse stato eletto. Juščenko divenne presidente dopo la successiva rivoluzione arancione e lanciò subito una nuova indagine, sostituendo il procuratore generale del paese.
L'Assemblea parlamentare del Consiglio d'Europa adottò il 27 gennaio 2009 la Risoluzione 1645 sulle indagini dei crimini commessi dagli alti funzionari durante il regime di Kučma in Ucraina, con l'omicidio Gongadze come caso emblematico. Tale risoluzione invita l'ufficio del procuratore generale ucraino ad utilizzare tutte le possibilità di indagine per identificare coloro che hanno istigato e organizzato l'omicidio di Gongadze.

## Processi e condanne per l'omicidio
Il 1º marzo 2005 Juščenko annunciò l'arresto dei presunti assassini del giornalista, identificati dal procuratore generale Svjatoslav Piskun in due poliziotti dipendenti del ministero degli interni. Anche l'ex ministro degli interni Jurij Kravčenko è finito sotto inchiesta, mentre per un terzo poliziotto, Oleksij Pukač, venne  spiccato un mandato di cattura internazionale.
Il 4 marzo, Jurij Kravčenko venne trovato morto in una dacia nella zona residenziale d'élite di Konča-Zaspa, fuori Kiev, ucciso da due colpi di pistola - ufficialmente un suicidio, anche se c'è chi ha ipotizzato che sia stato assassinato per impedirgli di testimoniare. Hryhorij Omel'čenko, che ha presieduto la commissione parlamentare che ha indagato il caso Gongadze, ha detto al New York Times che Kravčenko aveva ordinato a Pukač di rapire Gongadze in base  agli ordini del presidente Kučma. Kučma ha negato questa affermazione, ma da allora è stato indagato. Kravčenko ha lasciato una presunta lettera di suicidio: "Miei cari, io non sono colpevole di nulla. Perdonatemi, perché anch'io sono una vittima degli intrighi politici del presidente Kučma e del suo entourage. Vi lascio con una coscienza limpida, addio".
Nel mese di aprile/maggio 2005, Piskun ha rilasciato ulteriori dettagli sull'indagine in corso. Ha detto alla stampa che dopo che Gongadze era stato ucciso, un secondo gruppo lo aveva dissotterrato e ri-sepolto dove finalmente era stato trovato, nel collegio elettorale del leader del Partito socialista Oleksandr Moroz. Secondo Piskun, l'obiettivo era di indebolire il governo (guidato da Viktor Juščenko, quando era ancora Presidente del Consiglio). Il secondo gruppo faceva parte (o era alleato) del Partito socialdemocratico unito d'Ucraina (SDPUo), un gruppo filo-oligarchico che era stato colpito duramente dalla repressione di Juščenko sulla corruzione e quindi voleva vedere cadere il suo governo. Secondo la rivista ' Ukrayina moloda (14 aprile 2005), invece, il SDPUo avrebbe spostato Gongadze per screditare il presidente Leonid Kučma e andare a elezioni presidenziali anticipate, che avrebbero potuto portare il leader del partito Medvedčuk a succedere a Kučma.
Il processo contro i tre ex poliziotti accusati dell'omicidio Gongadze è iniziato il 9 gennaio 2006. L'altro principale sospettato, l'ex poliziotto Oleksij Pukač, apparentemente all'estero, è stato indagato ma non processato. Nessuno venne accusato di essere il mandante dell'omicidio. Secondo la vedova Myroslava Gongadze, i mandanti "sono conosciuti e dovrebbero essere puniti proprio come quelli che saranno seduti oggi sul banco degli imputati".
A metà marzo 2008, i tre ex agenti di polizia sono stati condannati come esecutori materiali dell'omicidio di Gongadze. Mykola Protasov è stato condannato a 13 anni, mentre Valerij Kostenko e Oleksandr Popovyč ciascuno a 12 anni. Ma le indagini non sono riuscite a dimostrare chi abbia ordinato l'omicidio.
Il quarto imputato, Oleksij Pukač, venne arrestato il 22 luglio 2009 presso Žytomyr, dove viveva con il suo vero nome. Dopo un lungo processo, Pukač venne degradato e condannato all'ergastolo nel gennaio 2013. Secondo la corte, egli avrebbe assassinato il giornalista su ordini del ministro Jurij Kravčenko, che era alla ricerca di una promozione. 
La vedova Gongadze rinunciò al ricorso contro la sentenza per evitare che Pukač venisse rimesso in libertà nelle more dell'appello.
Nell'ottobre 2010 venne aperta un'inchiesta contro l'ex presidente Kučma e altri politici degli anni '90 come mandante dell'omicidio, ma il caso è stato archiviato nel dicembre 2011. La corte non ha considerato le cassette di Mel'nyčenko come prova. Nel febbraio 2013 il viceprocuratore generale Renat Kuzmin ha sostenuto di avere prove sufficienti a confermare la responsabilità di Kučma come mandante dell'assassinio di Gongadze.
Nel luglio 2014 il procuratore generale Vitalij Jarema ha affermato che il suo ufficio avrebbe riaperto le indagini su casi di alto profilo "archiviati illegalmente", tra cui anche il caso Gongadze.

## Ricordo
Il presidente Viktor Juščenko ha onorato Gongadze con il titolo di Eroe d'Ucraina il 23 agosto 2005. A Gongadze sono state dedicate una strada a Kiev nel 2005 (già Industrialnaja), e un monumento - a lui e a tutti i giornalisti uccisi per le loro attività professionali - nel parco Červonoarmijska nel 2008, nonostante i ripetuti rifiuti da parte della madre di memorializzare il figlio prima della chiusura delle indagini. Cerimonie per i dieci anni dalla scomparsa di Gongadze si sono tenute a Kiev e a Leopoli il 16 settembre 2010.
La vicenda di Gongadze ha anche ispirato il romanzo per ragazzi "Fair Game: The Steps of Odessa" (Spire Publishing, 2008, ISBN 1-897312-72-5) di James Watson.